# Babouin de Guinée
Papio papio
Espèce
Synonymes
- Papio sphinx (Erxleben, 1777)
- Papio olivaceus (I. Geoffroy, 1851)
- Papio rubescens (Temminck, 1853)

Statut de conservation UICN

 NT  : Quasi menacé
Statut CITES

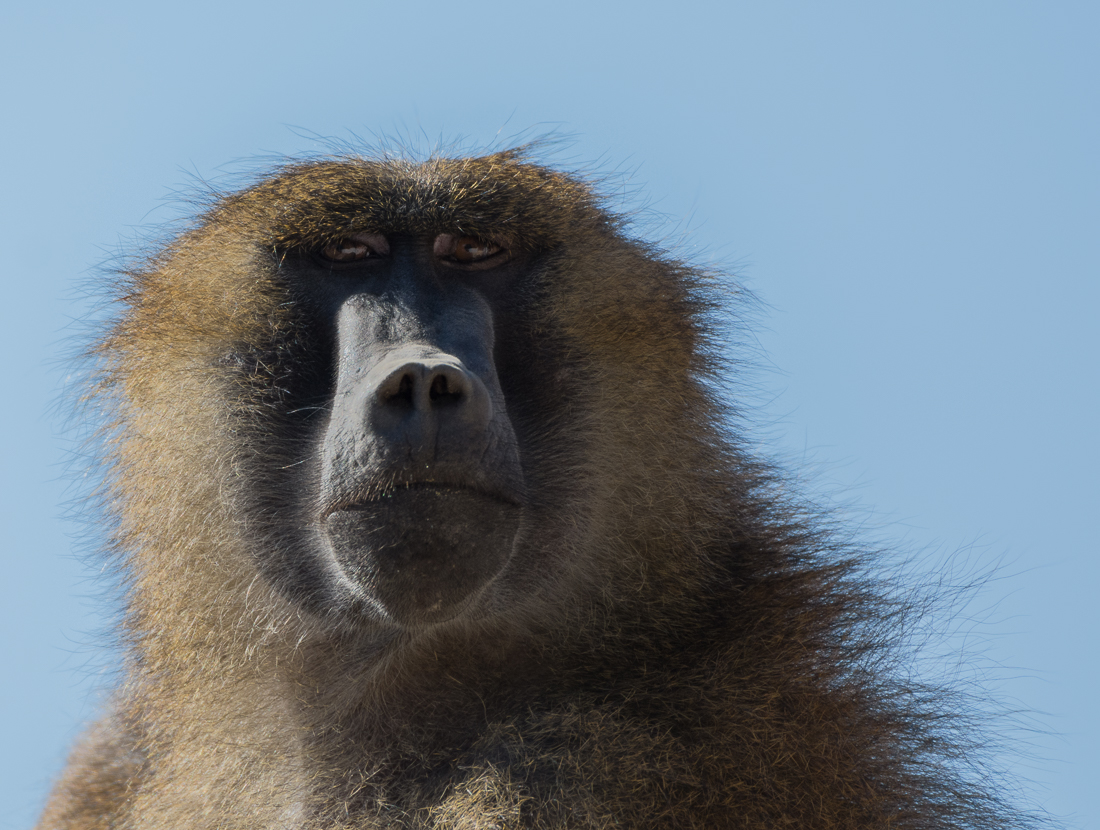
Portrait d'un Babouin de Guinée

Le Babouin de Guinée (Papio papio) est un babouin de la famille des cercopithecidae.

## Aire de repartition

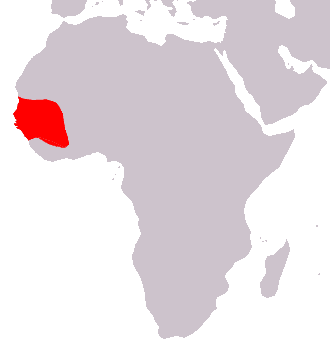
Aire de répartition.

Le babouin de Guinée vit dans une petite région de l'Afrique occidentale. Son aire de répartition s'étend sur la Guinée, le Sénégal, la Gambie, le sud de la Mauritanie  et l'ouest du Mali.

## Description
Il a un pelage court et brun rougeâtre, un visage violet sombre ou noir avec un museau pointu et une crinière. Le babouin de Guinée est le plus petit des babouins. Il pèse en moyenne quinze kilogrammes.

## Comportement

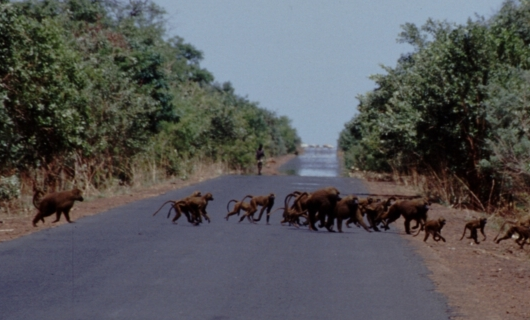
Groupe de babouins de Guinée.

C'est un animal diurne et terrestre mais dort la nuit en hauteur, dans les arbres. Le nombre d'arbres permettant de se reposer limite donc la taille des groupes d'individus. Peu de choses sont sues sur leurs mœurs mais la gestation dure six mois et la portée est de un petit. Comme tous les babouins, il est omnivore, se nourrissant de fruits, de bourgeons, de racines, insectes et occasionnellement de petits mammifères.
À cause de son semi-endémisme et de la destruction accélérée de son milieu naturel, le babouin de Guinée est classé comme « Quasi menacé » par l'UICN.